# Муторай
Муторай — посёлок в Эвенкийском районе Красноярского края России.
Образует сельское поселение посёлок Муторай как единственный населённый пункт в его составе.
До 2002 года согласно Закону об административно-территориальном устройстве Эвенкийского автономного округа — село.

## География
Расположен на правом берегу реки Чуня.

## История
Посёлок был основан в 1926 году как фактория акционерного общества «Сырьё».

## Население
| 2010 | 2012 | 2013 | 2014 | 2015 | 2016 | 2017 |
| ---- | ---- | ---- | ---- | ---- | ---- | ---- |
| 96   | ↘94  | ↘91  | ↘89  | ↗90  | →90  | ↗92  |
| 2018 | 2019 | 2020 | 2021 |      |      |      |
| ↗95  | ↗97  | ↗100 | ↘76  |      |      |      |

Местные жители в основном ведут традиционный образ жизни: занимаются охотой, рыбалкой, сбором грибов и ягод, выращивают овощи.

## Местное самоуправление
Согласно ст. 25 № 131 ФЗ «Об общих принципах организации местного самоуправления в Российской Федерации» в поселении с численностью жителей, обладающих избирательным правом, не более 100 человек для решения вопросов местного значения проводится сход граждан.
Сход граждан осуществляет полномочия представительного органа муниципального образования, в том числе отнесенные к исключительной компетенции представительного органа муниципального образования
Глава муниципального образования
- Баснин Роман Леонидович. Дата избрания: 12.05.2010. Дата переизбрания: 29.05.2023. Срок полномочий: 5 лет.

Руководители поселка
- Владимир Зарубин, глава в 2002—2006 гг.
- Александр Владимирович Зарубин, глава в 2006—2010 гг.

## Инфраструктура
В Муторае имеются фельдшерско-акушерский пункт, начальная школа — сад, Дом культуры, библиотека, магазин, почта.